# Museu Nacional de Etnologia
O Museu Nacional de Etnologia foi, tardiamente criado em 1965, se pensarmos num país que, como Portugal, teve sob administração colonial imensos territórios habitados por sociedades portadoras de uma riquíssima diversidade cultural. Inaugurado com a designação de Museu de Etnologia do Ultramar, tendo como diretor o etnólogo português Jorge Dias, que inicou os seus trabalhos em 1947. Desde 1976, situa-se num edifício próprio na zona do Restelo em Lisboa.
O Museu é o detentor do património etnográfico de maior relevância a nível nacional, sendo responsável pela salvaguarda e gestão de cerca de meio milhão de espécimes patrimoniais.

## História
Foi criado, em 1965, o Museu de Etnologia do Ultramar pelo Jorge Dias que tinha sido encarregado das Missões de Estudo das Minorias Étnicas do Ultramar Português (MEMEUP) desde 1957. Em 1973, passa a designar-se Museu de Etnologia.
Foi inaugurado em 1976 o edifício, desenhado pelo Arquiteto António Saragga Seabra, onde o museu se encontra.
Em 1990 passou a fazer parte do Instituto Português de Museus, tendo-lhe sido atribuída a designação de Museu Nacional de Etnologia (MNE).
Em 2000, o Arquiteto Eduardo Trigo de Sousa dá forma ao projeto de ampliação do edifício, criando-se um novo espaço de biblioteca/mediateca, duas novas áreas de reserva e o jardim envolvente.

### Diretores
- 1965-1973: António Jorge Dias
- 1973-1980: Ernesto Veiga de Oliveira
- 1980-1993: vários  responsáveis em situação interina[3]
- 1993-2015: Joaquim Pais de Brito
- 2015-2025: Paulo Jorge Moreno Ferreira da Costa
- 2025 até ao presente Gonçalo de Carvalho Amaro

## Coleções
As coleções etnográficas do Museu repartem-se entre dois núcleos distintos. Por um lado, as coleções reunidas pelo Museu Nacional de Etnologia, a partir da sua criação, em 1962, pela própria equipa que introduziu a moderna antropologia em Portugal. Estas coleções somam um total de 42.000 peças e são representativas de 80 países dos 5 continentes, com maior expressão das culturas africanas, asiáticas e ameríndias, assim como da própria cultura tradicional portuguesa.
Muitas destas coleções encontram-se exaustivamente documentadas no âmbito de pesquisas no terreno, sendo indissociáveis dos importantes arquivos (fotográfico, fílmico, sonoro e de desenho etnográfico) que constituem parte significativa do quase meio milhão de espécimes do património móvel do Museu.
O segundo núcleo das coleções etnográficas é constituído pelas 11.600 peças do acervo do Museu de Arte Popular, reunidas, na sua grande parte no âmbito de exposições de propaganda promovidas pelo Estado Novo nas décadas de 1930-1940, diferenciando-se largamente das coleções congéneres do Museu Nacional de Etnologia pelo menor grau, ou total ausência, de informação sobre a sua origem.
Na sequência da transferência do acervo do Museu de Arte Popular, em 2007, para o edifício do Museu Nacional de Etnologia, ambos os museus foram reunidos, em 2012, numa única unidade museológica – Museu Nacional de Etnologia / Museu de Arte Popular.
O museu possui também uma biblioteca com documentos da área da etnologia e da antropologia.